# Hal (FANATIC◇CRISISの曲)
「hal [ハル]」は、2001年2月にリリースされたFANATIC◇CRISISの通算19枚目のシングルである。発売元はSTOICSTONE。

## 解説
前作より3ヵ月半ぶりとなるシングル。収録曲タイトルはみな、発音や単語から“春”を連想させる。
初動売り上げで前作累計売り上げを2000枚ほど上回り、最終的には1万枚以上上回った。
タイトル曲はテレビ朝日系テレビドラマ「愛は正義」EDテーマ。

## 収録曲
全作詞・作曲：石月努、編曲：神林義弘・FANATIC◇CRISIS
1. hal [ハル] [4:19]
2. 冷たい春 [4:06]
3. 桜ノトキ [3:10]

## 収録作品
- POP（#1）
- THE BEST of FANATIC◇CRISIS Single Collection02（#1）
- THE BEST of FANATIC◇CRISIS B-Side Collection（#2,3）